# Protomarsupella
Protomarsupella là một chi rêu trong họ Cephaloziellaceae.